# Condado de Wabash (Illinois)
El condado de Wabash es un condado estadounidense, situado en el estado de Illinois. Según el censo de los Estados Unidos del 2000, la población es de 12 937 habitantes. La cabecera del condado es Mount Carmel. 

## Geografía
Según la Oficina del Censo de los Estados Unidos, el condado tiene un área total de 590 km² (228 millas²). De éstas 579 km² (223 mi²) son de tierra y  3 km² (1 mi²) son de agua.

### Colindancias
- Condado de Lawrence - norte
- Condado de Knox - noreste
- Condado de Gibson - sur y este
- Condado de White - suroeste
- Condado de Edwards - oeste
- Condado de Richland - noroeste

## Historia
El Condado de Wabash se separó del Condado de Edwards en 1824. Su nombre se debe al Río Wabash, el cual se forma en las fronteras del condado.

## Demografía
Según el censo del año 2000, hay 12 937 personas, 5192 cabezas de familia, y 3587 familias que residen en el condado. La densidad de población es de 22 hab/km² (58 hab/mi²). La composición racial tiene:
- 97.13% Blancos (No Hispanos)
- 0.73% Hispanos (Todos los tipos)
- 0.39% Negros o Negros Americanos (No Hispanos)
- 0.26% Otras razas (No Hispanos)
- 0.45% Asiáticos (No Hispanos)
- 0.83% Mestizos (No Hispanos)
- 0.17% Nativos Americanos (No Hispanos)
- 0.05% Isleños (No Hispanos)

Hay 5192 cabezas de familia, de los cuales el 30.90% tienen menores de 18 años viviendo con ellos, el 57.20% son parejas casadas viviendo juntas, el 8.70% son mujeres que forman una familia monoparental (sin cónyuge), y 30.90% no son familias. El tamaño promedio de una familia es de 2.98 miembros.
En el condado el 24.20% de la población tiene menos de 18 años, el 9.10% tiene de 18 a 24 años, el 26.40% tiene de 25 a 44, el 23.30% de 45 a 64, y el 17.00% son mayores de 65 años. La edad media es de 39 años. Por cada 100 mujeres hay 95.30 hombres. Por cada 100 mujeres mayores de 18 años hay 92.70 hombres.
Tabla de la evolución demográfica:
|       | 1900   | 1910   | 1920   | 1930   | 1940   | 1950   | 1960   | 1970   | 1980   | 1990   | 2000   |
| ----- | ------ | ------ | ------ | ------ | ------ | ------ | ------ | ------ | ------ | ------ | ------ |
| TOTAL | 12 583 | 14 913 | 14 034 | 13 197 | 13 724 | 14 651 | 14 047 | 12 841 | 13 713 | 13 111 | 12 937 |

## Economía
Los ingresos medios de un cabeza de familia el condado es de $34 473 y el ingreso medio familiar es $42 142. Los hombres tienen unos ingresos medios de $31 142 frente a $18 091 de las mujeres. El ingreso per cápita del condado es de $16 747. El 14.10% de la población y el 9.50% de las familias están debajo de la línea de pobreza. Del total de gente en esta situación, 19.70% tienen menos de 18 y el 9.50% tienen 65 años o más.

## Ciudades y pueblos
| - Adams Corner - Mount Carmel - Allendale - Bellmont - Keensburg - Cowling | - Friendsville - Lancaster - Maud - Mesa Lake - Odgen | - Friendsville - Gards Point - Orio - Patton | - Rochester - Schrodts Station |

## Sitios de interés
| - Cementerio Allendale - Cementerio Cunningham - Cementerio Hallock - Cementerio Friedens - Cementerio Ridge | - Cementerio Allendale - Iglesia del Nazareno - Iglesia Cristiana - Iglesia Matodista - Iglesia Presbiteriana | - Iglesia de San Pentecostés - Área Natural del Bosque Beall - Roca Hanging - Lago Fish - Lago Mesa | - Librería Mount Carmel - Alcaldía del condado - Isla Duck |